# Det kongelige Palæ
Det kongelige Palæ også kaldet Det Gule Palæ, Roskilde Palæ eller blot Palæet er et tidligere kongeligt barokpalæ, der ligger i Roskilde umiddelbart øst for Roskilde Domkirke ud til Stændertorvet, og blev tegnet af Lauritz de Thurah og blev opført 1733-1736. I dag huser det Museet for Samtidskunst og er bolig for Roskilde biskop. Bygningskomplekset blev fredet i 1918.

## Historie
Det kongelige Palæ i Roskilde erstattede bispegården, der havde ligger på samme sted siden middelalderen. Bygningen blev bestilt af kong Christian 6., og de nye bygning blev opført for at være residens for kongefamilien, når de kom til byen bl.a. i forbindelse med begravelser og andre ceremonier i Roskilde Domkirke. Lauritz de Thurah, der tidligere havde bygget for kongen, fik opgaven med at tegne palæet i 1733, og det stod færdigt i 1736.
Under Københavns bombardement i 1807 fungerede palæet som hovedkvarter for general sir Arthur Wellesley, den fremtidige hertug af Wellington. Senere i 1800-tallet fungerede det som samlingssted for stænderforsamlingerne for øerne, der var en vigtig begivenhed, der ledte op til grundloven i 1849.
Siden 1924 har den ene længe været kontor og officiel bopæl for biskoppen af Roskilde. Resten af komplekset rummer Roskilde Kunstforenings samling. I slutningen af 2021 flyttede Museet for Samtidskunst, der var blevet grundlagt i 1991, ind i bygningen så den kunne rumme den permanente udstilling. Palæets have og gårdsplads bruges også til udstillinger, koncerter og andre kulturarrangementer.

## Arkitektur
Palæet er opført i barokstil i gulkalket mursten med rødt tegltag. Det er et firlænget kompleks og hovedbygningen har to etager, mens længen overfor har en port ud mod Stændertorvet. Hovedbygningen er bygget direkte sammen med de to tilstødende længer, mens portlængen er forbundet med sidelængerne med en buegang.
Facaden på hovedbygningen har pilastre og en medianrisalit med trekantet fronton med det kongelige våbenskjold.
Absalonsbuen, der stammer fra 1200-tallet, forbinder palæet med apsis på Roskilde Domkirke, og dette er den eneste bevarede del af den tidligere bispegård.

## Galleri
- Udsigt fra palæets gård over mod domkirken
- Kig mod de østlige og sydlige længer
- Vognporten ud til Stændertorvet
- Hjørnet ud til palæhaven
- Median risalit på palæet
- Sidelænge set fra domkirken
- Absalonbuen